# Vasile Timiș
Vasile Timiș  (n. 1897, Borșa Maramureș – d. 1984, București) a fost delegat la Marea Adunare Națională de la Alba Iulia din 1 decembrie 1918.

## Date biografice
A fost funcționar, iar după 1918 fiind ales primar în Borșa.